# Lampropholis guichenoti
Lampropholis guichenoti — вид сцинкоподібних ящірок родини сцинкових (Scincidae). Ендемік Австралії. Вид названий на честь французького зоолога Альфонса Гючено.

## Поширення і екологія
Lampropholis guichenoti поширені від південного сходу Південної Австралії через Вікторію і схід Нового Південного Уельсу до південно-східного Квінсленда. Вони живуть у вологих і сухих склерофільних лісах, в прибережних і гірських пустищах, трапляються в садах. Живляться комахами та іншими безхребетними, відкладають яйця.